# Eugenia Malinnikova
Eugenia Malinnikova (23 de abril de 1974) é uma matemática russa, laureada com o Clay Research Award de 2017, juntamente com Aleksander Logunov, "in recognition of their introduction of a novel geometric combinatorial method to study doubling properties of solutions to elliptic eigenvalue problems".
Obteve um doutorado na Universidade Estatal de São Petersburgo em 1999, orientada por Viktor Petrovich Havin. É atualmente professora de matemática da Universidade Norueguesa de Ciência e Tecnologia.
Para 2018 está convidada como palestrante do Congresso Internacional de Matemáticos no Rio de Janeiro.